# Glaucosciadium
Glaucosciadium är ett släkte i familjen flockblommiga växter.
Släktet omfattar två arter i västra Asien, Glaucosciadium cordifolium och Glaucosciadium insigne.